# Charmont-sous-Barbuise
Charmont-sous-Barbuise är en kommun i departementet Aube i regionen Grand Est (tidigare regionen Champagne-Ardenne) i nordöstra Frankrike. Kommunen ligger  i kantonen Arcis-sur-Aube som ligger i arrondissementet Troyes. År 2022 hade Charmont-sous-Barbuise 1 039 invånare.

## Befolkningsutveckling
Antalet invånare i kommunen Charmont-sous-Barbuise
Referens: INSEE